# Blood chit

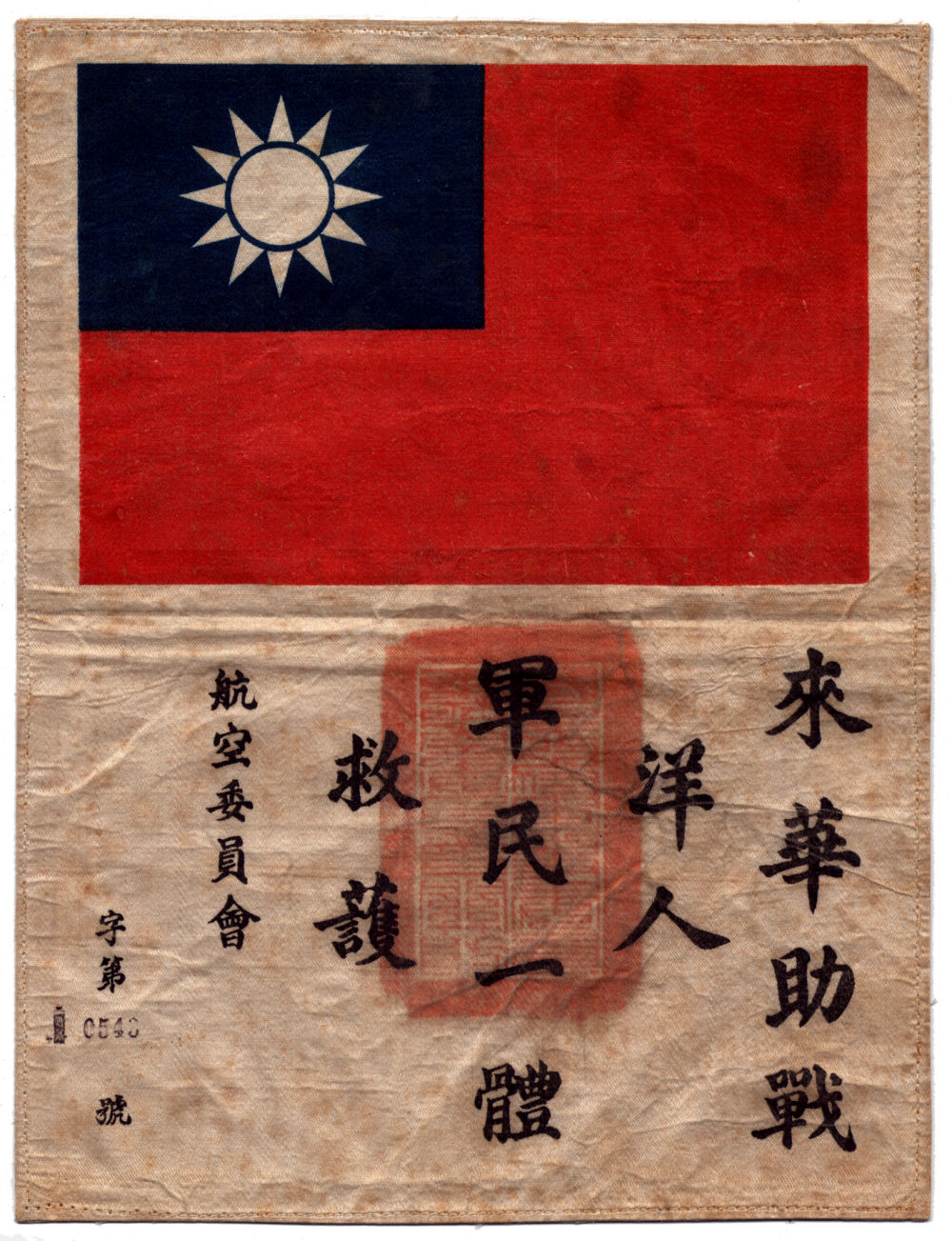
Un blood chit des Tigres volants. Traduction des caractères chinois : « Cette personne étrangère est venue en Chine pour aider à l'effort de guerre. Soldats et civils, tous et chacun, se doivent de le sauver et à de le protéger. » (Collection R. E. Baldwin)

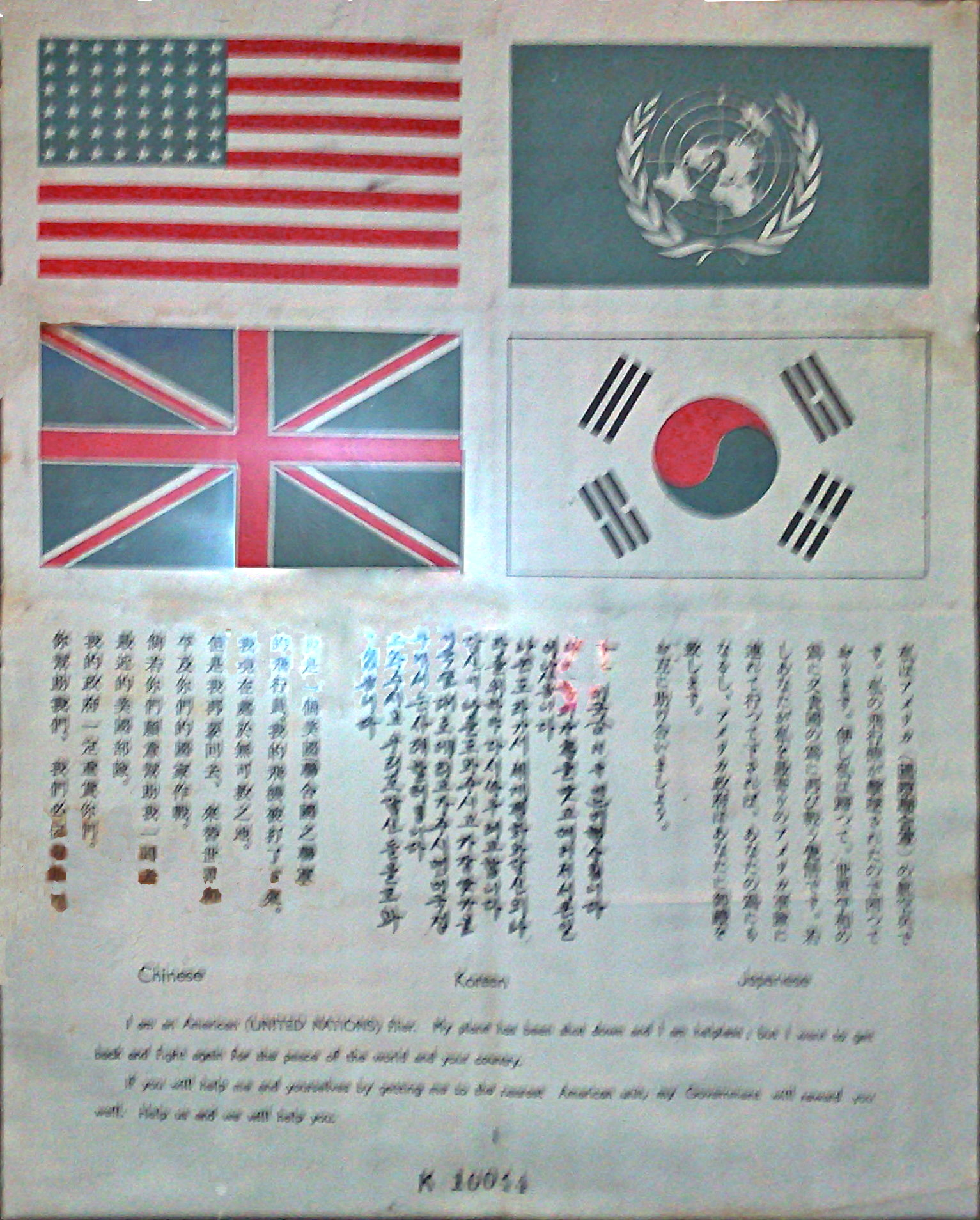
Un blood chit porté par les pilotes des Nations unies pendant la guerre de Corée. (Mémorial australien de la guerre).

Un blood chit est un avis qui est porté par les militaires servant dans les forces aériennes, sur lequel est imprimé un ou des messages à destination des civils leur demandant d'aider le porteur au cas où il serait abattu. 

## Étymologie
Chit (également « Chitty ») est un terme anglais britannique pour un petit document, note ou laissez-passer. C'est un mot anglo-indien datant de la fin du XVIIIe siècle, provenant de l'hindi citthi.
D'autres noms ont été donnés à ces sauf-conduits, drapeaux d'évasion et drapeaux d'identification.

## Historique
L'idée du blood chit apparaît en 1793 avec la démonstration, aux États-Unis, du ballon à air chaud par l'aéronaute français Jean-Pierre Blanchard. Parce qu'il ne peut pas contrôler la direction du ballon, personne ne sait où il va atterrir. Comme Blanchard ne parle pas anglais, George Washington lui remet une lettre qui dit que tout citoyen des États-Unis doit l'aider à retourner à Philadelphie.
Lors de la Première Guerre mondiale, les pilotes britanniques du Royal Flying Corps en Inde et en Mésopotamie portent un goolie chit imprimé en quatre langues locales, promettant une récompense à quiconque ramènera un aviateur britannique indemne dans les lignes britanniques. Le terme « goolie », en argot britannique, signifie « testicules ». Ce terme est utilisé (et est toujours utilisé dans la Royal Air Force) parce que, dans les zones où les « chit » sont utilisés, les tribus locales ont l'habitude de castrer les prisonniers pour les utiliser comme serviteurs.
Pendant la Seconde Guerre sino-japonaise, des pilotes étrangers bénévoles des Tigres volants portent des avis imprimés en chinois qui informent les autochtones que le porteur est un pilote étranger qui se bat pour la Chine et qu'ils doivent l'aider. Ci-dessous le texte d'un blood chit :

« Je suis un aviateur américain.

Mon avion est détruit.

Je ne parle pas votre langue.

Je suis un ennemi des Japonais.

S'il vous plaît donnez-moi à manger

et conduisez-moi au poste militaire allié le plus proche.

Vous serez récompensé. »

Lorsque les États-Unis entrent officiellement en guerre en 1941, les kits de survie des équipages incluent des blood chit imprimés dans 50 langues différentes. Ils arborent un drapeau des États-Unis et promettent une récompense pour le retour du pilote. Le kit peut également inclure des pièces d'or, des cartes ou des aiguilles à coudre. De nombreux équipages américains survolant l'Asie ont leur blood chit cousu dans le dos de leurs vestes de vol. Certaines unités ajoutent le blood chit à la tenue de vol alors que d'autres le donnaient uniquement pour les vols particuliers.
Des blood chit émis pour les membres de la RAF en Inde dans les années 1940 sont imprimés sur des minces feuilles de tissu de soie mesurant 20 par 11 ½ pouces (environ 50 × 30 cm), portant le drapeau de l'Union imprimé en haut à gauche et le texte suivant en anglais et en français à côté :

« Chers amis,
Je suis un combattant allié. Je ne viens pas ici pour faire du mal à vous qui êtes mes amis. Je veux seulement faire du mal aux Japonais et les chasser de ce pays aussi rapidement que possible.
Si vous m'aidez, mon gouvernement vous récompensera quand les Japonais seront chassés. »

La zone principale du document est imprimée en trois colonnes avec le même texte dans 15 langues asiatiques différentes, dont le malais, le birman, le tamoul, le thaï et le bengali.